# صورة تشخيصية

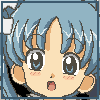

الصورة التشخيصية والرمزية في الإنترنت هي صورة أو مقطع فيديو يدل على هوية المستخدم.